# John Wayne Gacy
John Wayne Gacy (Chicago, Illinois, 1942. március 17. – Crest Hill, Illinois, 1994. május 10.) a „gyilkos bohóc”, amerikai sorozatgyilkos, akit 33 fiú és férfi megerőszakolása és megölése miatt ítéltek el, majd végeztek ki. Gyilkosságait 1972 és 1978 között követte el. 27 holttestet a férfi pincéjében, a többit a közeli folyóban találták meg. 6 áldozatának kiléte a mai napig nem tisztázott. A Guinness Rekordok Könyvébe is bekerült, mert 21 gyilkosságáért életfogytiglani, 12-ért pedig halálbüntetést kapott.

## Élete

### A gyilkosságok előtt
John Wayne Gacy 1942-ben született Chicagóban. Egy húga, Karen és egy nővére, Joanne volt, szülei középosztálybeli körülmények között nevelték a gyermekeket katolikus hitben. Gacy gyermekkora normálisnak volt mondható – a többi kéjgyilkossal ellentétben nem szenvedett súlyos traumákat, nem kínzott állatokat – csak alkoholista apjával volt az átlagosnál kevésbé kiegyensúlyozott kapcsolata,apja gyakran megalázta,verte a fiát. Gacy igyekezett elnyerni apja, John Wayne Gacy Sr. szeretetét, ám apját lekötötte munkája, és egyébként is mogorva természetű volt. Fiát gyakran csak kis köcsögnek, puhánynak (sissy) hívta. Ennek ellenére a fiú nagyon szerette apját, és amikor meghalt, depresszióba esett. Élete végéig nem tudta megbocsátani magának, hogy nem tudott igazán közel kerülni az apjához.
John Wayne Gacy iskola után különböző mellékállásokban dolgozott: tagja volt a cserkészmozgalomnak, mindemellett az iskolában is jól teljesített. 11 éves korában hintázás közben a hinta fejen ütötte, ami miatt vérrög képződött az agyában. 16 éves korában fedezték fel és távolították el a rögöt, ami addig számos pillanatnyi eszméletvesztést okozott.[forrás?] A középiskola befejezése helyett Gacy úgy döntött, inkább Las Vegasban próbál szerencsét. A szerencsejátékok birodalma azonban kellemetlen tapasztalatokkal szolgált a dicsvágyó férfi számára, végzettség hiányában munkát sem kapott, és pénz hiányában a hazatérésre is keményen spórolnia kellett (három hónap kellett a jegy árának összegyűjtésére). Miután hazatért szülővárosába, beiratkozott egy üzleti iskolába, amelyet kiváló eredménnyel végzett el. Mint kiderült, hatalmas tehetsége van a kereskedelemhez; jó kommunikációs készséggel rendelkezett és meggyőzőereje révén jól tudta befolyásolni az embereket. Az iskola befejezése után a Nunn-Bush Cipőtársaságnál helyezkedett el. Nem sokkal később előléptették, és a springfieldi ruhaipari részleg vezetője lett. Kiváló munkaerő volt és emellett társadalmi munkát is végzett; belépett a helyi katolikus egyletbe és a helyi polgárőrségbe. Ebben az időben jelentős súlyfelesleget szedett fel, és szívével is problémák adódtak. Barátai és kollégái annyira szerették és tisztelték, hogy „Az Év embere” címmel jutalmazták.
1964-ben feleségül vette a nála fiatalabb Marlynn Myerst. Apósa a Kentucky Fried Chicken Iowában (Waterloo) lévő hálózatát birtokolta, és nemsokára veje is vezető beosztásba került. Gacy fáradhatatlan munkája révén az étteremlánc forgalma növekedett, és a család is gazdagodott. Felesége gyermeket szült; először egy fiút, majd egy évre rá egy lányt.

### Az első jelek
1968 tavaszán szodómia vádjával került bíróság elé. Egy Mark Miller nevű fiatal fiú tett panaszt Gacy ellen, miszerint a férfi egy állásinterjú során megkötözte és megerőszakolta. Gacy azzal védekezett, hogy a fiú kínálta fel magát pénzért, de ő elutasította. A bíróság hajlott Gacy szavára, de ekkor kiderült, hogy Gacy felbérelt egy férfit (Dwight Andersson), hogy verje össze Millert. A verés célja az lett volna, hogy visszatartsa Millert a vallomástól. Andersson egy erdős részre vitte a fiút, ahol verni kezdte, Miller azonban betörte Andersson orrát, és elmenekült. Mikor Gacy tettére fény derült, az esküdtszék bűnösnek találta, és 10 év börtönbüntetésre ítélte. A börtönben jó kapcsolatokat alakított ki mind a rabokkal, mind az őrökkel, egyszer sem keveredett erőszakos összetűzésbe senkivel. Mindennek az lett az eredménye, hogy valamivel több mint 18 hónap letöltése után, 1970. június 18-án szabadult. Feleségével megromlott a kapcsolata, elváltak. Gacy számára nyilvánvaló volt, hogy nem mehet vissza Springfieldbe, ezért hazaköltözött szülővárosába, Chicagóba. Szabadulása után megtudta, hogy édesapja nem sokkal azelőtt (1969. december 25.) meghalt.

### Újrakezdés
Chicagóban hamar újrakezdte életét. Egy étteremben vállalt munkát szakácsként, majd 4 hónappal később elköltözött a családi házból. Ismét az emberek bizalmába férkőzött, szintén társadalmi munkákat vállalt, de közben tovább molesztálta a fiatal fiúkat. 1971-ben újfent bíróság elé került egy fiú megerőszakolásáért. A sértett fiú azonban nem jelent meg a tárgyaláson, így ejtették a Gacy ellen felhozott vádakat. Élete ismét makulátlannak tűnt. 1972. június 1-jén megkötötte második házasságát Carole Hoff-fal. A kétgyermekes családanya ismerte jövendőbelije múltját, ám abban a hiszemben volt, hogy a férfi megjavult.
Szomszédjaival is jó kapcsolatot alakított ki, különösen Grexaékkal. A kedvenc szomszédnak csak egy gondja volt Gacyvel; a háza felől kellemetlen szagok terjengtek. Lilli, a szomszédasszony meggyőződése az volt, hogy a padló alatti döglött patkányok bűzlenek annyira.
Gacy a kerti mulatságok alkalmával – a legtöbb nagy ünnepet a családdal közösen töltötte – szívesen öltötte magára Pogo bohóc szerepét: piros, kék és fehér színekkel festve ki arcát, hatalmas parókát viselve szórakoztatta a környékbeli gyerekeket. Volt olyan parti is, amelyen kétszázon felül volt a vendégek száma.
1974-ben ráunt a szakácskodásra, és saját vállalkozást alapított. A vállalkozás a Painting, Decorating, and Maintenance (Festés, Dekorálás, Karbantartás, röviden: PDM) nevet kapta, és jelentős sikerrel működött az építőipari szektorban. Sikerének oka Gacy tapasztalata mellett az volt, hogy hatékonyan fogta vissza költségeit. Felnőttek helyett fiatal fiúkat alkalmazott. Ám nem csak a költségvisszafogás volt egyetlen ok: rendszeresen zaklatta a nála dolgozó fiúkat. A felesége és a körülötte élők számára egyre inkább nyilvánvalóbbá vált, hogy ki is valójában Gacy. Feleségével megszűnt a szexuális kapcsolata, esténként szinte soha se volt otthon, és ha otthon is volt, nem foglalkozott a nejével. Az asszony 1976 márciusában adta be a válókeresetet, miután férje nyíltan közölte vele, hogy a fiatal fiúkat szereti, valamint a házban homoszexuális témájú magazinokra bukkant.
Gacy ennek ellenére sem hagyta el magát, úgy döntött, politikai karrierbe kezd. Tudta azonban, hogy ehhez meg kell nyerni az embereket. Társadalmi ténykedésével kivívta Robert F. Matwick, a helyi Demokrata Párt emberének figyelmét. Gacy hamarosan belépett a pártba, és nem sokkal később, 1975-ben annak kincstárnoka lett. Mindemellett folyamatosan szórakoztatta a gyereket a partikon és a kórházakban Pogo bohócként. A Gacy homoszexualitásáról szóló pletykák közben erősödtek. Sok fiú, aki a PDM-nél dolgozott, arra panaszkodott, hogy Gacy zaklatta őket. A legsúlyosabb vádakat egy alig 16 éves fiú, Tony Antonucci hozta fel ellene. A fiú állítása szerint munkaadója durva ajánlatokat tett neki, és egyszer egy székkel kellett visszatartani a férfit. Gacy tréfára vette a dolgot, és egy hónapig békén hagyta a fiút. Egy hónap múlva Gacy a házához kérette Antonuccit (színleg azért, hogy az előléptetéséről beszéljen vele), majd megbilincselte. Mikor úgy hitte, a fiú mozdulni se tud, elkezdte vetkőztetni. Antonucci keze azonban túl kicsi volt a bilincshez, és ki tudta húzni. Ekkor a földre teperte Gacyt, és megbilincselte. Gacy megígérte neki, hogy ezután nem fogja zaklatni. Ekkor Antonucci elengedte. Gacy megtartotta a szavát, és nem zaklatta többé a fiút, aki ezután egy évig dolgozott még neki minden probléma nélkül.

## Áldozatai
Két férfi túlélte a Gacyvel való találkozást. Az egyik David Daniel volt. 1977-ben Gacy felajánlotta neki, hogy kiviszi a buszpályaudvarra, de Daniel szerencséjére elutasította. Később elmondta, hogy a férfi nagyon kitartó volt, hétszer ajánlotta fel a fuvart, és marihuanával is kínálta.
A másik férfi Jeffrey Rignall, aki 1978. május 12-én tért haza Floridából, és úgy döntött, meglátogatja barátait New Townban. Gyalog indult el. Pár háztömbbel arrébb egy fekete Oldsmobile-ban ülő férfi szólította meg. A férfi felajánlotta, hogy elviszi, és megkínálta marihuánás cigarettával. Rignall beszállt a kocsiba, és rágyújtott a cigire. Ekkor Gacy kloroformos rongyot nyomott Rignall arcába, aki ettől elájult. Az út során többször is elmúlt a kloroform hatása, így megpróbálta kideríteni, merre jár, de ekkor Gacy újra elkábította.
Végül egy ismeretlen házban tért magához. Gacy meztelenül állt előtte, körülötte pedig mindenféle szexuális segédeszközök voltak. Gacy közölte a férfival, hogyan fogja megkínozni és megerőszakolni, majd meg is tette mindezt: megbilincselte, megkötözte, fojtogatta és análisan közösült vele.
Másnap Rignall a chicagói Lincoln Parkban ébredt fel egy szobor tövében, félig felöltözve. Meglepődött, hogy életben maradt, azonnal a közelben lakó barátnőjéhez indult. Ott mentőt hívtak és kórházba szállították, ahol 6 napot töltött. Testén zúzott és égetett sebek voltak, és mája is maradandó károsodásokat szenvedett a kloroformtól, mindemellett a lelki trauma volt a legsúlyosabb. Rignall értesítette a rendőrséget, akik nem tudtak segíteni, hiszen kevés használható információt tudott a támadóról.
Az áldozatok, annak sorrendjében, hogy mikor látták őket utoljára élve.
Többségében fiatal fiúkat és férfi prostituáltakat gyilkolt meg, ám egyik ismeretlen áldozatának jegygyűrűje volt.
Gacy 9 áldozatának holtteste megtalálásuk idején annyira rossz állapotban volt, hogy nem sikerült őket azonosítani. 2007 júniusában az egyik áldozatot Timothy McCoy néven azonosították. Nem sokkal később kiderült, hogy ez a tizennyolc éves nebraskai fiú volt Gacy első áldozata.
- Timothy McCoy, 18, 1972. január 3.
- John Butkovitch, 17, 1975. július 31.

Azért vállalt munkát Gacy cégénél, a PDM-nél, mert autóját akarta csinosítani. Mindaddig jó viszonya volt munkaadójával, míg az rendesen fizette munkájáért. Mikor már két heti bérével tartozott, felkereste Gacyt két barátjával, és nagy vitába keveredtek. Mikor tudatosult bennük, hogy nem látnak pénzt, távoztak. Butkovitch ekkor hazavitte barátait, ezután nem látták többé élve. (Gacy gyakran nem fizette ki a béreket, hogy neki több maradjon)
- Darrell Sampson, 18, 1976. április 6.
- Randall Reffett, 15, 1976. május 14.
- Sam Stapleton, 14, 1976. május 14.
- Michael Bonnin, 17, 1976. június 3.

Ő is Gacynél dolgozott, szeretett barkácsolni, különösen az ácsmunkákat kedvelte. Júniusban éppen egy wurlitzert fejezett be. Akkor látták utoljára, amikor a vasútállomásra tartott, hogy találkozzon mostohaapja testvérével.
- William (Billy) Carroll, 16, 1976. június 13.

Gyerekkorától fogva bajkeverő volt. Többször is szembekerült a törvénnyel; 9 évesen nevelőotthonba került egy tárca ellopása miatt, 11 évesen pedig fegyvert találtak nála. Ideje nagy részét az utcán töltötte, 16 éves korára azzal keresett pénzt, hogy fiatal homoszexuális fiúknak szerzett idősebb férfi kuncsaftokat. Eltűnése napján otthonról indult el, de nem látták többé élve.
- James Haakenson, 16, 1976. augusztus 6.
- Rick Johnston, 17, 1976. augusztus 6.
- Kenneth Parker, 16, 1976. október 25.
- Michael Marino, 14, 1976. október 25.
- William Bundy, 19, 1976. október 27.[6]
- Francis Alexander, 21,  1976. December 1.
- Gregory Godzik, 17, 1976. december 12.

Szintén a PDM-nél dolgozott. Szerette munkáját annak ellenére, hogy főnöke néha furcsa feladatokat osztott rá. Szerény jövedelmét ő is – John Butkovitchhoz hasonlóan – egy 1966-os Pontiac autó felújítására fordította. December 12-én kirakta barátnőjét annak háza előtt, ekkor látták utoljára. Üres autóját másnap találták meg.
- John Szyc, 19, 1977. január 21.

Godzikhoz hasonlóan tűnt el. Az ő kocsiját, egy 1971-es Plymouth Satellite-et vezette, mikor eltűnt. Linedecker a The Man Who Killed Boys (A férfi, aki fiúkat ölt) című könyvében rámutatott arra, hogy Szyc ismerte Gregory Godzikot és Johnny Butkovicht, bár nem dolgozott a PDM-nél.
Érdekes módon nem sokkal eltűnése után egy másik fiatal fiút fogott el a rendőrség egy 1971-es Plymouth Satellite-tal, mikor egy benzinkúttól próbált meg fizetés nélkül elhajtani. A rendőrségnek úgy magyarázta meg a dolgot, hogy egy férfitől vette a kocsit, ő többet tud a járműről. Mint kiderült, a férfi Gacy volt, aki elmondta, hogy nem sokkal korábban vásárolta a kocsit John Szyctől. A rendőrség soha nem nézett az autó iratai után, dacára a ténynek, hogy azok tizennyolc nappal Szyc eltűnése után lettek kiállítva, és nem a saját aláírása szerepelt rajtuk.
- Jon Prestidge, 20, 1977. március 15.
- Matthew Bowman, 19, 1977. július 5.
- Robert Gilroy, 18, 1977. szeptember 15.

Barátaival indult lovagolni, ám lekéste a buszt. Többé nem látták. Apja rendőrtiszt volt, aki azonnal kerestetni kezdte fiát, sikertelenül.
- John Mowery, 19, 1977. szeptember 25.
- Russell Nelson, 21, 1977. október 17.
- Robert Winch, 16, 1977. november 11.
- Tommy Boling, 20, 1977. november 18.
- David Talsma, 19, 1977. december 9.
- William Kindred, 19, 1978. február 16.
- Timothy O'Rourke, 20, 1978. június

Testét a folyóban találták meg. Azonosításában segített a karján levő Tim Lee tetoválás. Szerette a kungfut, ezért Bruce Lee tiszteletére tetováltatta saját keresztnevét és kedvence vezetéknevét a karjára. Valószínűnek tartják, hogy Gacyvel egy New Town-i melegbárban találkozott.
- Frank Landingin, 19, 1978. november 4.

Meztelen holttestét még azelőtt találták meg a Des Plaines folyóban, hogy Gacy beismerő vallomást tett, illetve mielőtt megvádolták volna a gyilkosságokkal. Jogosítványát megtalálták Gacy házában.
- James Mazzara, 21, 1978. november 24.

Holttestét szintén a Des Plaines folyóban találták meg. Alsóneműje még mindig a szájában volt. A vizsgálatok megállapították, hogy a torkán lenyomott fehérnemű okozta halálát.
- Robert Piest, 15, 1978. december 11.

A helyi patikában dolgozott kisegítőként, ezzel keresve zsebpénzét. Édesanyja kint várta a patika előtt, a fiú mondta anyjának, hogy egy férfivel beszél még, aki munkát ajánl neki, aztán jön. Anyja azonban hiába várta, a fiú eltűnt. Az asszony keresni kezdte a patika körül, de nem találta. 3 óra elteltével értesítette a Des Plaines-i rendőrséget.
A rendőrség egyik embere, Joseph Kozenczak nyomozásba kezdett. Kiderítette, hogy a férfi, aki a munkát ajánlotta, Gacy volt. Kozenczak felkereste Gacyt, és kérte, hogy menjen be a rendőrőrsre. Gacy kért egy-két óra haladékot, hogy elintézhessen pár hívást, mert haláleset volt a családban. Később megjelent a rendőrőrsön, de tagadta, hogy bármit is tudna a fiúról. Kozenczak azonban gyanút fogott, és megvizsgálta Gacy múltját. Másnap megérkeztek az információk: a férfit korábban elítélték szodómia vádjával. Kozenczak elrendelte Gacy házának átkutatását.

## A nyomozás
Kozenczak gyanúja nyomán  a rendőrség 1978. december 13-án Gacy távollétében átkutatta a házát. A házkutatás során számos gyanús dologra bukkantak. Egy ékszeresdobozban 2 jogosítványt, számos gyűrűt (az egyikben Maine West Középiskola 1975-ös osztályának gyűrűjére J.A.S. vésettel), marihuánát leltek, ezenkívül a házban találtak még váliumot, amylnitrátot, 7 svéd erotikus filmet, számos magazint, egy rugós kést, bilincseket, egy 6 milliméteres pisztolyt, rendőrjelvényeket, egy 18 hüvelyk (kb. 45 cm) hosszú műpéniszt, tűket, fecskendőket, nejlon köteleket. Emellett találtak olyan ruhadarabokat, amik nyilvánvalóan kicsik voltak a 130 kilós emberre. Három autót is lefoglaltak: egy 1978-as Chevrolet-et, egy 1979-es Oldsmobile Delta 88-ast és egy furgont, amiben hajszálakat találtak. Ezeket később Rob Piest hajaként azonosították.
Mikor beléptek a pincébe, kellemetlen szagot éreztek, amit szennyvíznek gondoltak. A talaj be volt szórva mésszel, azon kívül érintetlennek tűnt. A házkutatás után a nyomozók visszatértek az őrsre az adatokat elemezni.
Később Gacyt is behívták, és bemutatták a lefoglalt tárgyakat. Gacy ideges lett, és ügyvédet hívott. Nem volt hajlandó együttműködni a rendőrséggel; nem írt alá semmit, még a jogait biztosító nyilatkozatot sem. Mivel a rendőrségnek csak közvetett bizonyítékai voltak (se holttestek, se vér), a férfi pedig nem tett beismerő vallomást, ezért 24 órás megfigyelés után kénytelenek voltak elengedni. Kihallgatták Gacy ismerőseit, akik elmondásuk szerint nem tartották képesnek a férfit gyilkosság elkövetésére.
Az ügyet az lendítette előre, hogy Rignall felismerte erőszaktevőjét, miután több hónapon keresztül figyelte az autókat az autópálya azon részén, ahol utoljára vesztette el eszméletét a kloroform miatt. A rendőrség az ő vallomásának és a laborban végzett vizsgálatok eredményének birtokában – sikerült azonosítaniuk egy korábbi áldozat (John Szyc) gyűrűjét – újra felkereste Gacyt. Az is kiderült, hogy több eltűnt fiú is a PDM-ben dolgozott.
Kihallgatták a férfit, aki váratlanul megtört, és azt a vallomást tette, hogy megölt egy embert, de önvédelemből. Azt állította, hogy háza garázsa alá temette a holttestet. A rendőrök azonban először a pincét kutatták át. Pár perc ásás után megtalálták az első holttest maradványait. Még aznap este kiment Dr. Robert Stein törvényszéki orvos, hogy szakszerűen folyjon le a holttestek exhumálása. A területet szektorokra bontotta, és a nyomozóknak eligazítást tartott, mit hogyan tegyenek.
Gacy végül vallomást tett, miszerint legkevesebb 30 embert ölt meg és ásott el a ház pincéjében és a ház körül. Az első gyilkosság dátumát 1972 januárjára tette, második gyilkosságát pedig 2 évvel később követte el. Elmondta azt is, hogyan végzett áldozataival. A fiatal fiúkat általában elcsábította vagy egyszerűen elrabolta. A fiúk elkábítása után megbilincselte őket, szájukba pedig fehérneműt tömött, hogy ne tudjanak kiabálni. Ezután kötelet tett nyakukra, és miközben análisan közösült velük, fojtogatta őket. Elmondása szerint volt, hogy közben a Bibliából olvasott fel. Végül megfojtotta áldozatait. Azt is bevallotta, hogy a fiúkat eleinte a pincében ásta el, majd helyszűke miatt a közeli Des Plaines folyóba vetette a tetemeket. A pincében a tetemek olyan közel voltak egymáshoz, hogy a nyomozók úgy vélték, egy időben végeztek velük. Miután rákérdeztek, Gacy bevallotta, hogy volt olyan nap, amikor több gyilkosságot is elkövetett.
1979 februárjára előkerült mind a 33 holttest, utolsóként azé a fiúé (Robert Piest), aki miatt elindult a nyomozás. Az ő holttestét is a folyóban találták meg Dresden Damnél. Halálát a torkáig lenyomott papírtörülközők okozták.

## A per
Gacy ügyének tárgyalására az Illinois állambeli Chicago bíróságán került sor, 1980. február 6-án. A tárgyalás a média érdeklődésének kereszttüzében zajlott. Gacy ügyvédje, Robert Motta arra próbálta építeni a védelmet, hogy Gacy beszámíthatatlan volt tetteinek pillanatában. Erre azonban a tanúk tucatjai cáfoltak rá. Tanúknak idézték a szomszédokat, barátokat, pszichológusokat, a PDM egykori dolgozóit, akik vallottak a főnökük perverzióiról. Ha sikerült volna bebizonyítani Gacy elmebetegségét, akkor egy rehabilitációs otthonba került volna. Az ellene vallók között volt Jeffrey Rignall is, Gacy egyetlen túlélő áldozata. Az egyébként is stresszes férfi, aki még nem heverte ki a támadást, összeroppant a megalázó kérdésektől, hisztérikus sírásba kezdett, és hányt. El kellett vezettetni. Gacyből a jelenet semmiféle reakciót nem váltott ki, és semmiféle megbánást sem tanúsított:
„Az egyetlen, amiben bűnös vagyok, hogy engedély nélküli temetőt üzemeltettem.”
Március 13-án az esküdtszék (5 férfi, 7 nő) összesen két óra tanácskozás után meghozta ítéletét: John Wayne Gacy bűnös. Büntetése pedig méreginjekció általi halál. 14 évet töltött a siralomházban, amikor 1994. május 21-én kivégezték Crest Hillben, a Stateville Correctional Centerben. Kivégzése előtt rövid telefoninterjút adott:
Tizenegy keményfedeles és 31 puhakötésű könyv, két színdarab, egy mozifilm, egy off-Broadway darab, öt dal és több mint 5000 újságcikk foglalkozik velem. Most mit mondhatnék erre?”
Mielőtt megkapta volna a halálos injekciót, csak annyit mondott: „Csókoljátok meg a seggem”.
Míg kivégzésére várt, a festőművészetnek élt. Számos képet festett, képeinek fő témája saját maga volt: előszeretettel ábrázolta magát Pogo bohócként. Kivégzése után képeiből jó párat megvásároltak. Mások azért vásárolták meg a képeket, hogy elpusztítsák azokat. 1994 júniusában az Illinois állami Naperville-ben 24 képét égették el, 300 ember – köztük 9 áldozat családtagja – jelenlétében.
Halála után Dr. Helen Morrison megvizsgálta az agyát, de semmiféle rendellenességet nem talált. Elmondása szerint Gacyre nem illik egyetlen személyiségprofil sem, valószínűleg sosem tudjuk meg, mi volt tetteinek pszichológiai indítéka.
Clive Saunders 2003-as filmjében, a Gacyben a címszerepet Mark Holton formálja meg.